# 巴拿语
巴拿语是一种中巴拿语支语言。它有9种元音及音素性的元音长度。

## 方言
Đào (1998)列举了下列巴拿语方言及其代表性地点。
- 崑嵩省巴拿语：崑嵩市
- Jơlong巴拿语：崑嵩省东北
- Golar巴拿语：嘉莱省波来古市北部
- Tosung巴拿语：嘉莱省芒杨县
- Konkođe巴拿语：嘉莱省安溪市社
- Alatang巴拿语：嘉莱省安溪市社
- Alakông巴拿语：嘉莱省克邦县
- Tolo巴拿语：嘉莱省公则若县和安溪市社南部
- Bơnâm巴拿语：嘉莱省安溪市社东部
- Roh巴拿语：嘉莱省安溪市社和克邦县的分散区域
- Krem巴拿语：平定省永盛县和安老县
- Chăm巴拿语：平定省耘耕县
- But巴拿语：丛林地区；与外界交流很少

Bùi (2011:5-6)列举了下列巴拿语方言及其代表性地点。
- 司芦：在公则若县斯若社、得双社、诸龙社、杨南社、得思社和嘉莱省安溪市社一部分
- Krem：在平定省永盛县、安老县、怀恩县和西山县；部分在嘉莱省克邦县山廊社
- 耘耕：主要在平定省耘耕县耕连社、耕顺社和耕和社
- 土路：主要在富安省同春县上部区域。分散在遍及同春县、山和县和馨江县的9个社。是200年前阮朝西山县遮罗族逃兵的后裔。
- Gơ Lar：主要在嘉莱省芒杨县、得都阿县和诸色县，有些在崑嵩市周边。
- 崑嵩：在4 precincts和崑嵩市9个社
- Jơ Lơng：在崑嵩市和崑嵩省公瑞县得思热社、得容社和得博内社
- Rơ Ngao：在29个村。他们和崑嵩人一起生活在崑嵩市的5个社；with the巴拿和色当族在得苏县的2个社；还有在崑嵩省得苏县博果社的色当人

## 越南其他方言
其他小方言包括在嘉莱省公则若县和克邦县的Kon Kđe、Bơ Nơm和A Roh等(Bùi 2011:6)。
民族语给出了下列巴拿语方言。
- Tolo
- Golar
- Alakong (A-La Cong)
- Jolong (Gio-Lang, Y-Lang)
- Bahnar Bonom (Bomam)
- Kontum
- Krem